# Odete Isabel
Maria Odete Isabel (nascida em 1940) é uma ex-farmacêutica e política portuguesa, e destacada maçom. Foi membro fundadora da Associação Portuguesa de Farmacêuticos Hospitalares (APFH) e sua presidente de 1993 a 2002. Em 1976, Isabel foi uma das cinco primeiras mulheres, conhecidas como "As Cinco Magníficas", a serem eleitas autarcas de municípios portugueses. Isabel foi Grã-Mestra da grande loja maçónica Grande Loja Feminina de Portugal, entre 2010 e 2012, tendo sido reconduzida ao cargo em outubro de 2021.

## Primeiros anos e educação
Maria Odete Isabel nasceu a 14 de julho de 1940, em Montouro, freguesia de Covões, concelho de Cantanhede, distrito de Coimbra, Portugal. Quando era muito jovem, os seus pais mudaram-se para a Mealhada, no distrito de Aveiro, onde trabalharam como comerciantes de peixe. Quando tinha doze anos, os seus pais enviaram-na para um colégio conventual. Em 1964 Isabel concluiu a licenciatura em Farmácia na Faculdade de Farmácia da Universidade do Porto. Inicialmente, queria formar-se em cirurgia, mas um médico que morava ao lado da sua família disse que "as mulheres não tinham mãos para serem cirurgiãs", então Isabel concordou em estudar farmácia, com os seus pais prometendo comprar-lhe uma farmácia na Mealhada de um proprietário que estava perto de se reformar. O seu plano inicial era estudar na Universidade de Coimbra, mas, depois de decidir mudar-se para farmácia, mudou-se para o Porto. Isabel faria cursos de formação complementar em 1972, sobre indústria farmacêutica, e em 1974, sobre farmácia hospitalar.

## Carreira
Em 1965, Isabel começou a trabalhar como farmacêutica hospitalar nos serviços farmacêuticos dos hospitais de Lisboa, onde permaneceu cerca de cinco anos. Em 1970 tornou-se responsável pela promoção, apoio e coordenação da atividade farmacêutica nos hospitais da Zona Hospitalar Norte de Portugal. A partir de 1974 planeou e organizou os serviços farmacêuticos do Centro Hospitalar de Coimbra, que dirigiu até 1994, antes de se transferir para o Centro Hospitalar e Universitário de Coimbra como diretora dos serviços farmacêuticos e como docente da Universidade de Coimbra, lecionando cadeiras de farmácia. Em 1990 foi uma dos membros fundadores da Associação Portuguesa de Farmacêuticos Hospitalares (APFH) e foi sua presidente entre 1993 e 2002. Isabel reformou-se em 25 de abril de 2010.

## Carreira política
A maior influência política de Isabel foi Maria de Lourdes Pintassilgo, a primeira e, ao ano de 2025, a única mulher primeira-ministra de Portugal. Ela eram amigas enquanto membros da Juventude Universitária Católica da Universidade do Porto. Os partidos políticos tornaram-se possíveis em Portugal após a Revolução dos Cravos, em 25 de abril de 1974. Na época da revolução, apenas o Partido Comunista Português estava organizado, mas outros foram rapidamente fundados e Isabel tornou-se membro do Partido Socialista Português (PS). Em 1976, apesar da oposição do pai e de muitos outros, que acreditavam que a política era só para homens, Isabel candidatou-se à autarquia da Mealhada, recebendo o apoio do seu superior hierárquico somente se concordasse em servir apenas um mandato, já que ser autarca era um trabalho de tempo integral. Isabel fez campanha por todo o município e obteve sucesso, tornando-se uma das apenas cinco mulheres eleitas autarcas em 12 de dezembro de 1976, sendo as outras Alda Santos Victor, Francelina Chambel, Judite Mendes de Abreu e Lurdes Breu. O novo primeiro-ministro do PS, Mário Soares, visitou-a na Mealhada com um ramo de cravos.
Isabel cumpriu um mandato de três anos, que foi particularmente notável pelo desenvolvimento de uma rede de jardins de infância, tendo notado a diferença entre as crianças locais e os seus sobrinhos que frequentavam um jardim de infância perto de Aveiro financiado pela Fundação Calouste Gulbenkian. No seu trabalho, Isabel era vítima diária de sexismo, descobrindo que os homens não gostavam que as mulheres lhe dissessem o que fazer. Isabel também descobriu que o município praticamente não tinha recursos. Mais tarde na sua carreira política, teve um desentendimento com o PS, sendo expulsa do partido em 2003 por ter se candidatado com sucesso à autarquia como independente em 2001. Reconciliaria-se-ia com o partido em 2017.

## Maçonaria
Em 2000, inspirada pelo amigo António Arnaut, escritor, político e maçom, Isabel ingressou na Grande Loja Feminina de Portugal, a única grande loja maçónica feminina do país. Isabel foi Grã-Mestra da loja entre 2010 e 2012 e foi reeleita para o cargo em outubro de 2021. Isabel tem sido uma defensora da abertura de grandes lojas maçónicas exclusivas para homens para mulheres.

## Honras e prémios
Isabel recebeu uma medalha de ouro por serviços distintos do Ministério da Saúde no Dia Mundial da Saúde de 2010 e, no mesmo ano, a Medalha de Honra da Ordem dos Farmacêuticos de Portugal. Um jardim de infância, hoje escola primária, recebeu o seu nome na Mealhada.